# اسماعیل میرزا معتمدالدوله
اسماعیل میرزا معتمدالدوله یکی از شاهزادگان قاجار و پسر مسعود میرزا ظل‌السلطان و نوهٔ ناصرالدین شاه بود. وی در مدرسه نظامی سن-سیر پاریس و مدرسه نظامی سلطنتی سندهرست لندن به تحصیلات نظامی پرداخت. در دوره چهارم مجلس شورای ملی به نمایندگی از آباده و اقلید انتخاب شد اما مجلس انتخابات این حوزه را مختل و دارای تخلفاتی تشخیص داد که نتیجه اش را باطل می کند. نمایندگان در سومین نشست مجلس در سوم امرداد ۱۳۰۰ به رد اعتبارنامه او رأی دادند و به مجلس راه نیافت.
اسماعیل میرزا دارای نشان ستاره هند از جرج ششم پادشاه انگلستان و نشان عقاب سفید از نیکلای دوم تزار روسیه بود.
اسماعیل میرزا با همایون‌تاج دختر ملک منصور میرزا شعاع‌السلطنه پسر مظفرالدین شاه ازدواج کرد و صاحب دو دختر به نام‌های آصفه و پوراندخت شد. زندگی اسماعیل میرزا و خانواده او در رمان تاریخی «آقا جان شازده» بازتاب یافته است. این رمان اثر شهلا سلطانی، نوه اسماعیل میرزا است و در سال ۱۳۸۶ نامزد جایزهٔ هوشنگ گلشیری شد.